# State of Mind
State of Mind – piąty album hardcore’owego zespołu Schizma, wydany w 2001 przez Shing Records. Materiał został nagrany w Mamut Studio w grudniu 2000. Płyta była sygnowana przez serwis informacyjny Independent.pl, Kobra Tatto oraz kampanię społeczną Muzyka Przeciwko Rasizmowi. Do utworu „All But Hearts” został nakręcony teledysk.
Materiał został wydany ponownie w 2011 przez wytwórnię Spook Records.

## Lista utworów
| Wersja podstawowa z 2001 1. „Liar” 2. „Ol’skool H8" 3. „State of Mind” 4. „Broken Man” 5. „PC Hypocrisy” 6. „Hunted” 7. „One of Us” 8. „All But Hearts” 9. „Don’t Wanna Wait” 10. „Scars For Life” 11. „Maintain” 12. „Stand” 13. „Screaamin’ For Change” |  | Utwory dodatkowe wydane w 2011 14. „Broken Man” 15. „All But Hearts” 16. „Morality” 17. „Screamin’ For Change” 18. „Curse The Day” 19. „Morality” 20. „Skarz” (live) 21. „Ol’skool H8" (live) 22. „All But Hearts” (live) 23. „Stan umysłu” (live) |

Utwory 14-17 zostały wydane pierwotnie w wydawnictwie All But Hearts EP (Shing Records, 2001) oraz XIII (Shing Records, 2004).

## Twórcy
Skład grupy
- Arkadiusz „Pestka” Wiśniewski – śpiew[1]
- „Bidon666” – gitara basowa[1]
- Maciej „Schizmaciek” Wacław – gitara elektryczna[1]
- „Młody” – gitara elektryczna[1]
- Jarosław „Monter” Mątewski – perkusja[1]

Inni
- Maciej Mularczyk – inżynieria muzyczna, miksowanie, mastering[1]